# Meløy
Meløy este o comună din provincia Nordland, Norvegia.